# 李季 (政治人物)
李季（1961年11月—），吉林辽源人，中国共产党及中华人民共和国官员。

## 生平
1982年9月到1986年7月，在东北师范大学政治系哲学专业学习。1985年11月加入中国共产党，1986年7月参加工作。1986年7月到1987年7月，任中共中央办公厅电子科技学院干部。1987年7月到1991年3月，任中共中央办公厅电子科技学院助教。1991年3月到1991年8月，任中共中央办公厅电子科技学院党委宣传部宣传科科长。其间，1991年6月被评为讲师。1991年8月到1993年12月，任中共中央办公厅电子科技学院团委书记。1993年12月到1994年10月，任中共中央办公厅电子科技学院学生工作部副主任（副处级）。1994年10月到1995年10月，到河北省挂职任中共滦南县委副书记。1995年10月到1997年6月，任中共中央办公厅副处级秘书。1997年6月到2000年11月，任中共中央办公厅正处级秘书。其间，1998年9月被评为副教授。2000年11月到2001年6月，任中共中央办公厅副局级秘书。
2001年6月到2004年11月，任国家行政学院办公厅副主任（副司级）。2004年11月到2009年12月，任国家行政学院办公厅主任（正司级）。2009年12月到2012年9月，任国家行政学院纪委委员、办公厅主任。其间，2011年3月到2011年7月在中共中央党校第30期中青班学习。2012年9月到2015年11月，任国家行政学院党委委员、纪委委员、办公厅主任。2015年11月起，任国家行政学院党委委员、副院长。2018年3月起担任中共中央党校副校长、国家行政学院副院长。2022年4月，不再担任中共中央党校副校长。同年5月，免去国家行政学院副院长职务。